# Komunitní rádio
Komunitní rádio je rozhlasová stanice, jejíž obsah je tvořen komunitou pro potřeby a podle zájmů svých členů. Na rozdíl od veřejnoprávních nebo komerčních stanic se tedy může věnovat i specificky zaměřeným pořadům.
Komunitní rádia jsou rozšířena například v Německu, Rakousku, Švýcarsku a Spojeném království. V České republice komunitní rádia většinou vysílají na Internetu (např. brněnské Radio R nebo Rastafari Radio), výjimkou je nekomerční křesťanské Radio Proglas.

## Zastřešující organizace
- Mezinárodně: Association Mondiale Des Radiodiffuseurs Communautaires
- Německo: Bundesverband Freier Radios
- Rakousko: Verband Freier Radios Österreich
- Švýcarsko: Union nicht-kommerzorientierter Lokalradios